# クロティルダ (フランク王妃)
クロティルダ（ClotildaもしくはClotild, 475年 - 544/45年）は、ブルグント王国の王キルペリク2世の娘で、フランク王クローヴィス1世の妃。クロヴィス1世のキリスト教への改宗に尽力したこと、および後半生における救貧院や感化院といった社会奉仕で知られる。ローマ・カトリック教会における聖人であり、記念日は6月3日（フランスでは6月4日）。

## 生涯
ブルグント王グンディオクが473年に没すると、王子グンドバト、ゴデギセル、キルペリク2世の3人は、父親の遺領を分割相続して統治した。グンドバトは現在のウィーン、ゴデギセルはジュネーヴ、キルペリクはリヨンを支配したらしい。
トゥールのグレゴリウスによると、キルペリクはグンドバトによって暗殺され、后カレタナは溺死させられ、2人の姫のうちクロナは修道院に送られ、クロティルダは流刑に処せられたという。ただし、この風聞は、後世の作り話だったらしい。リヨンで発見されたブルグント王妃の墓は506年没と伝えており、これはカレタナの墓である可能性がきわめて高いからである。
493年にクロヴィス1世と結婚。クロヴィス1世はガリア北部を制圧したばかりであった。クロティルダはカトリック信仰による教育を受けたので、496年に夫が異教を棄ててカトリック信仰を受け入れるまで、安らぐことがなかった。クロヴィス1世とともにパリに聖使徒教会を建立するが、これは後に聖ジュヌヴィエーヴ教会として知られるようになった。511年にクロヴィス1世が崩御すると、トゥールの聖マルタン大修道院に隠棲した。
夫との間にはクロドメール、キルデベルト、クロタールの3人の息子と、娘クロティルダをもうけていた。夫には結婚前にもうけた長子テウデリクがおり、511年の分割相続でクロティルダ所生の息子たちも夫の遺領の一部を与えられたものの、領土のかなりの部分は長子で既に成人していたテウデリクに渡っている。
523年に息子たちを焚き付けて、グンドバトの息子（クロティルダにとっては従兄弟）である聖王ジギスムントと対決させ、ブルグント戦争を引き起こした。翌年クロティルダは、息子クロドメールの遺児たちの権利を守ろうと試みるも空しく、わが子たちの不和を防ごうとする努力も不首尾に終わった。544年か545年に他界し、聖使徒教会（サント＝ジュヌヴィエーヴ修道院）の亡夫の傍らに葬られた。

## 註
この記事にはアメリカ合衆国内で著作権が消滅した次の百科事典本文を含む: Chisholm, Hugh, ed. (1911). "SAINT CLOTILDA (d. 544)". Encyclopædia Britannica (英語) (11th ed.). Cambridge University Press.